# Laxmannia minor
Laxmannia minor là một loài thực vật có hoa trong họ Măng tây. Loài này được R.Br. mô tả khoa học đầu tiên năm 1810.